# No Way Out (2002)
No Way Out (2022) foi o quarto evento pay-per-view (PPV) de luta profissional No Way Out produzido pela World Wrestling Federation (WWF, agora WWE). O evento ocorreu em 17 de fevereiro de 2002, no Bradley Center em Milwaukee, Wisconsin. Foi o último No Way Out promovido sob o nome WWF, já que a promoção foi renomeada para World Wrestling Entertainment (WWE) em maio. Foi também o último evento No Way Out realizado antes do WWF apresentar a extensão da marca em março.
Oito lutas foram agendadas no card do evento. No evento principal, Chris Jericho derrotou Stone Cold Steve Austin para manter o Campeonato Indiscutível da WWF. Em outras lutas proeminentes, Kurt Angle derrotou Triple H para se tornar o desafiante número um para o Campeonato Indiscutível da WWF, e The Rock derrotou The Undertaker em uma luta individual.
Este evento é notável pela estreia na WWF da New World Order (nWo), uma facção dominante na World Championship Wrestling (WCW), que a WWF havia adquirido em março de 2001. Esta iteração da nWo consistia nos três membros originais da facção , Hollywood Hogan, Kevin Nash e Scott Hall, sendo também seus respectivos retornos à WWF. Coincidentemente, No Way Out tem a mesma abreviação de três letras que a facção.

## Produção

### Introdução
No Way Out foi realizado pela primeira vez pela World Wrestling Federation (WWF, agora WWE) como o 20º In Your House pay-per-view (PPV) em fevereiro de 1998. Após a descontinuação da série In Your House, No Way Out retornou em fevereiro de 2000 como seu próprio evento PPV, estabelecendo-o como o PPV anual de fevereiro para a promoção. O evento de 2002 foi o quarto evento na cronologia No Way Out e foi realizado em 17 de fevereiro no Bradley Center em Milwaukee, Wisconsin.

## Histórias
A maior história de No Way Out foi quando Vince McMahon revelou que iria desencadear a New World Order (nWo) sobre a World Wrestling Federation em uma tentativa de "matar (sua) criação". Desde que ele se tornou (kayfabe) sócio de propriedade igual de Ric Flair em novembro de 2001 (depois do Survivor Series), ele fez um grande esforço para tentar minar Flair. McMahon prometeu que não traria a nWo se Flair concordasse em vender sua participação de cinquenta por cento na WWF de volta para McMahon. Flair se recusou a vender, levando McMahon a revelar várias vinhetas nas próximas semanas com Hollywood Hulk Hogan, Scott Hall e Kevin Nash, os três membros originais da nWo no World Championship Wrestling, aparecendo como contratados de McMahon.
Depois de derrotar Kurt Angle no episódio de 28 de janeiro de 2002 do WWF Raw, Stone Cold Steve Austin ganhou uma luta no No Way Out pelo Campeonato Indiscutível da WWF contra o campeão Chris Jericho, para quem ele havia perdido nas finais do torneio para coroar o primeiro campeão indiscutível no Vengeance em dezembro anterior. Jericho tinha acabado de manter o título contra The Rock no Royal Rumble. Depois, ele defendeu com sucesso o título novamente contra Maven na mesma noite em que Austin ganhou uma chance pelo título. Jericho e Austin passaram as semanas antes de No Way Out se vingando, incluindo um segmento em que Jericho nocauteou Austin e derramou cerveja em cima dele. No episódio de 14 de fevereiro do WWF SmackDown!, depois que Jericho foi desqualificado em sua luta sem o título contra Kane, Austin revidou atacando Jericho, em seguida, acabou com Jericho com o Stone Cold Stunner e derramou cerveja em cima dele.
|  | Semifinals              | Semifinals              | Semifinals |            |                         | Final                   | Final | Final |  |
|  |                         |                         |            |            |                         |                         |       |       |  |
|  | Stone Cold Steve Austin | Stone Cold Steve Austin | Pin        |            |                         |                         |       |       |  |
|  | Stone Cold Steve Austin | Stone Cold Steve Austin | Pin        |            |                         |                         |       |       |  |
|  | Booker T                | Booker T                | 9:16       |            |                         |                         |       |       |  |
|  | Booker T                | Booker T                | 9:16       |            | Stone Cold Steve Austin | Stone Cold Steve Austin | 10:27 |       |  |
|  |                         |                         |            |            | Stone Cold Steve Austin | Stone Cold Steve Austin | 10:27 |       |  |
|  |                         |                         | Kurt Angle | Kurt Angle | Pin                     |                         |       |       |  |
|  | Kurt Angle              | Kurt Angle              | Kurt Angle | Kurt Angle | Pin                     | Pin                     |       |       |  |
|  | Kurt Angle              | Kurt Angle              |            |            |                         |                         |       |       |  |
|  | The Rock                | The Rock                | 9:21       |            |                         |                         |       |       |  |

Depois de vencer o Royal Rumble de 2002, Triple H garantiu uma chance pelo Campeonato Indiscutível da WWF na WrestleMania X8. Kurt Angle, que Triple H eliminou pela última vez, sentiu que deveria ter vencido o Royal Rumble, então desafiou Triple H para uma luta no No Way Out com sua luta pelo título da WrestleMania em jogo. Triple H aceitou, mas também estava tendo problemas com Stephanie McMahon, sua esposa na tela, fora do ringue. Foi devido ao face de Triple H se cansar das características heel de Stephanie que levaram a alguma hostilidade entre os dois. No Raw de 4 de fevereiro de 2002, Stephanie exigiu que eles renovassem seus votos de casamento na semana seguinte porque ela estava grávida de seu filho. No episódio do Raw de 11 de fevereiro de 2002, pouco antes do casamento, Triple H recebeu um telefonema de sua sogra Linda McMahon, que lhe enviou uma fita de vídeo revelando que era um truque, e o médico que Stephanie havia trazido para verificar se sua gravidez era falsa. Na noite da cerimônia, Triple H expôs a verdade e declarou o fim de seu casamento na tela. Três dias depois, no episódio de 14 de fevereiro de 2002 do WWF SmackDown!, depois que Triple H e o Campeão Hardcore da WWF Maven derrotaram Angle e The Undertaker por desqualificação, Angle e Taker maltrataram Triple H enquanto Stephanie se anunciou como a árbitra convidada na partida entre Triple H e Kurt Angle no No Way Out.
No episódio de 24 de janeiro de 2002 do SmackDown!, The Rock zombou de The Undertaker por sua rápida eliminação por Maven durante a luta Royal Rumble no Royal Rumble. A interferência do Undertaker levou The Rock a perder para Kurt Angle nas semifinais para disputar o título indiscutível no No Way Out. No Raw de 4 de fevereiro de 2002, durante uma luta de duplas, The Undertaker pegou um cano de aço de sua motocicleta e acertou The Rock na cabeça com ele, permitindo que Chris Jericho conseguisse a vitória por pinfall. Três dias depois no SmackDown!, The Rock retaliou batendo nele com uma cadeira e ajudando Maven a ganhar o Campeonato Hardcore da WWF; no entanto, The Undertaker executou um Tombstone Piledriver em The Rock no capô de uma limusine em vingança. Uma luta foi feita entre os dois no No Way Out.

## Evento
| Papel:                        | Nome:             |
| ----------------------------- | ----------------- |
| Comentaristas em inglês       | Jim Ross          |
| Comentaristas em inglês       | Jerry Lawler      |
| Comentaristas em espanhol     | Carlos Cabrera    |
| Comentaristas em espanhol     | Hugo Savinovich   |
| Entrevistadores de bastidores | Michael Cole      |
| Entrevistadores de bastidores | Lilian Garcia     |
| Entrevistadores de bastidores | Jonathan Coachman |
| Anunciadores de ringue        | Howard Finkel     |
| Árbitros                      | Mike Chioda       |
| Árbitros                      | Jack Doan         |
| Árbitros                      | Brian Hebner      |
| Árbitros                      | Earl Hebner       |
| Árbitros                      | Jim Korderas      |
| Árbitros                      | Theodore Long     |
| Árbitros                      | Chad Patton       |
| Árbitros                      | Tim White         |

Antes do evento ser transmitido ao vivo em pay-per-view, ocorreu um dark match em que Diamond Dallas Page defendeu o Campeonato Europeu da WWF contra Big Boss Man, Page derrotou Big Boss Man por desqualificação.

### Lutas preliminares
O evento começou com a New World Order (nWo) chegando ao ringue. Kevin Nash explicou mais tarde que a NWO queria provar que ninguém era melhor do que eles. Scott Hall falou brevemente antes de Hollywood Hulk Hogan explicar que a nWo não queria matar a WWF, mas ter uma chance.
A primeira luta foi uma luta Tag Team Turmoil para determinar os desafiantes nº 1 ao Campeonato de Duplas da WWF na WrestleMania X8. Scotty 2 Hotty e Albert foram os primeiros eliminados por Christian e Lance Storm depois que Christian derrotou Scotty após um Unprettier. Christian e Storm foram eliminados por The Hardy Boyz (Matt Hardy e Jeff Hardy) depois que Jeff derrotou Storm após uma Swanton Bomb. Os Dudley Boyz (Bubba Ray Dudley e D-Von Dudley) foram eliminados pelos Hardy Boyz depois que Matt derrotou D-Von com um Roll Up. Os Hardy Boyz foram eliminados por Billy e Chuck depois que Gunn derrotou Matt após um Fameasser. A APA (Faarooq e Bradshaw) eliminou Billy e Chuck depois que Bradshaw derrotou Gunn após um Clothesline from Hell para vencer a luta.
Em seguida, Rob Van Dam enfrentou Goldust. Van Dam executou um Rolling Thunder Senton em Goldust por quase uma queda. Depois que Van Dam perdeu um Five Star Frog Splash, Goldust executou um DDT em Van Dam para quase cair. Goldust tentou um Curtin Call em Van Dam, mas Van Dam rebateu o movimento e executou um Spinning Heel Kick em Goldust para uma queda próxima. Goldust tentou um Bulldog em Van Dam, mas Van Dam rebateu o movimento e executou um Step Over Spinning Heel Kick em Goldust. Van Dam derrotou Goldust após um Five Star Frog Splash para vencer a partida.
Depois disso, Tazz e Spike Dudley defenderam o Campeonato de Duplas da WWF contra Booker T e Test. Teste prendeu Tazz, mas o árbitro notou Test usando as cordas como alavanca, anulando o pinfall. Depois que Test discutiu com o árbitro, Tazz forçou Test a se submeter à Tazzmission para manter o título.
Na quarta luta, William Regal defendeu o Campeonato Intercontinental da WWF contra Edge em uma luta Brass Knuckles on a Pole. Regal recuperou as soqueiras, mas Edge derrubou Regal da corda superior. Regal derrubou as soqueiras do ringue para evitar que Edge as usasse. Edge executou um Spear em Regal e recuperou as soqueiras enquanto Regal puxou outro par de suas meias. Regal atingiu Edge com eles e derrotou Edge para manter o título.

### Lutas do evento principal
Na quinta luta, The Rock enfrentou The Undertaker. Undertaker executou um Chokeslam on Rock para uma quase queda. Undertaker jogou o árbitro nos degraus de aço e pegou um cano de chumbo de sua moto. Ric Flair interferiu, atacando Undertaker, mas Undertaker executou um Big Boot em Flair. Undertaker tentou acertar Rock com o cano, mas Rock aplicou o Sharpshooter em Undertaker. Vince McMahon interferiu, distraindo o árbitro. Rock atacou Vince, o que distraiu o árbitro. Undertaker tentou um Tombstone Piledriver em Rock, mas Flair atingiu Undertaker com o cano e Rock derrotou Undertaker após um Rock Bottom para vencer a luta.
Em seguida, Triple H e Kurt Angle lutaram para determinar o desafiante número 1 ao Campeonato Indiscutível da WWF na WrestleMania X8 com Stephanie McMahon como árbitra especial. Angle tentou um Clothesline em Triple H, mas Triple H evitou o movimento, resultando em Angle nocauteando Stephanie e Tim White substituindo Stephanie como árbitro. Angle atacou White e desferiu um golpe baixo em Triple H enquanto Stephanie voltou a oficiar. Angle aplicou um Ankle Lock em Triple H, mas Triple H contra-atacou, resultando em Angle derrubando Stephanie novamente. Depois que Angle perdeu uma cadeira, Triple H executou um Pedigree em Angle e tentou um pin, mas Stephanie atacou White com um golpe baixo. Triple H tentou um Pedigree em Stephanie, mas Angle acertou Triple H com uma cadeira e derrotou Triple H após um Angle Slam para vencer a luta.
No evento principal, Chris Jericho defendeu o Campeonato Indiscutível da WWF contra Stone Cold Steve Austin. Austin lutou com Jericho na entrada, onde Austin jogou Jericho nos caminhões de produção. Enquanto o árbitro estava distraído, Jericho deu um golpe baixo e dois Lionsaults em Austin para quase cair. Jericho aplicou as paredes de Jericho em Austin, mas Austin tocou as cordas, forçando Jericho a quebrar o porão. Depois que Jericho recuperou o cinturão, o árbitro foi derrubado. Austin executou um Spinebuster em Jericho no cinturão do título e tentou um Stone Cold Stunner em Jericho, mas Jericho rebateu o movimento em um Breakdown no cinturão de título para uma queda. Depois que o árbitro foi derrubado novamente, Austin forçou Jericho a se submeter às Muralhas de Jericho. Austin executou um Stone Cold Stunner em Jericho, mas a nWo interferiu, atacando Austin. Hall executou um Stunner em Austin enquanto Jericho ajudou o árbitro. Jericho derrotou Austin para manter o título. Após a luta, Austin lutou com a nWo, mas Hall realizou outro Stunner em Austin e Hall pintou com spray as iniciais "NWO" nas costas de Austin, enquanto Nash e Hogan o seguravam, quando o evento terminou.

## Após o evento
Após sua vitória sobre Stone Cold Steve Austin, Chris Jericho se alinhou com Stephanie McMahon (com quem vinha brigando nos últimos anos), na tentativa de derrubar Triple H, que havia recuperado sua chance pelo título no episódio do Raw. imediatamente após No Way Out. Jericho perdeu o Campeonato Indiscutível da WWF para Triple H na WrestleMania X8, e também não conseguiu vencer uma revanche no Raw de 25 de março, no processo forçando Stephanie a, no enredo, deixar a WWF por estipulação pré-luta. A rivalidade com Triple H continuou, e Jericho se vingaria um mês depois, quando interferiu na defesa do título de Triple H contra Hollywood Hulk Hogan no Backlash e lhe custou o título. Os dois rivalizariam nas semanas seguintes até o Judgment Day, quando Triple H derrotou Chris Jericho em uma luta Hell in a Cell.
A nWo está de olho em Steve Austin e The Rock. Austin lutou e derrotou Scott Hall na WrestleMania X8, enquanto The Rock lutou e derrotou Hogan no mesmo evento. Depois, Austin continuaria a perseguir o título indiscutível até que ele saiu abruptamente da empresa em junho, e The Rock saiu por três meses para fazer outro filme. Hogan foi expulso da nWo depois da WrestleMania e, como mencionado acima, mais tarde desafiou Triple H pelo Campeonato Indiscutível da WWF no Backlash e o venceu, empatando com Austin e The Rock pelo recorde de mais vitórias do Campeonato da WWF (que na época tinha seis anos e desde então foi quebrado duas vezes; John Cena atualmente detém o recorde com 13). Scott Hall derrotou Bradshaw no Backlash, mas foi liberado menos de um mês depois. Kevin Nash machucou o bíceps logo após sua estreia e foi relegado a um papel não wrestling dentro da nWo até julho, quando sofreu uma ruptura no tendão do quadríceps em sua primeira partida e perdeu o restante do ano.
Depois de perder para The Rock, The Undertaker iria rivalizar com Ric Flair, que terminou com Undertaker conquistando a vitória na WrestleMania X8.
Spike Dudley e Tazz perderiam o Campeonato de Duplas da WWF para Billy e Chuck logo após No Way Out. Billy e Chuck logo os defenderiam com sucesso na WrestleMania X8 contra The Hardy Boyz, The Dudley Boyz e The APA na partida de eliminação de quatro equipes.
William Regal iria defender o Campeonato Intercontinental da WWF contra Rob Van Dam na WrestleMania X8, onde Van Dam conseguiria o primeiro de seis reinados da carreira como Campeão Intercontinental. Depois de perder para Regal no No Way Out, Edge entraria em uma rivalidade muito curta com Booker T, que incluiu a primeira vitória de Edge em um evento da WrestleMania. Depois de perder para Van Dam no No Way Out, Goldust entrou na divisão Hardcore, onde venceria o Campeonato Hardcore da WWF nove vezes.
No Way Out 2002 foi o último No Way Out realizado sob o nome WWF, já que a promoção foi renomeada para World Wrestling Entertainment (WWE) em maio. Foi também o último No Way Out realizado antes da promoção introduzir a extensão da marca em março, uma subdivisão do enredo em que a promoção dividiu sua lista em duas marcas separadas, Raw e SmackDown!, onde os lutadores foram designados exclusivamente para se apresentar.

## Resultados
| Nº                                          | Resultados                                                          | Estipulações | Tempo |
| ------------------------------------------- | ------------------------------------------------------------------- | --- | ----- |
| Heat                                        | Diamond Dallas Page (c) derrotou Big Boss Man                       | Luta Individual pelo Campeonato Europeu da WWF                                                                                                | 3:19  |
| 1                                           | The APA (Faarooq e Bradshaw) eliminou pela última vez Billy e Chuck | Luta Tag Team Turmoil | 16:38 |
| 2                                           | Rob Van Dam derrotou Goldust                                        | Luta Individual | 11:08 |
| 3                                           | Tazz e Spike Dudley (c) derrotaram Booker T e Test                  | Lutas de duplas pelo Campeonato de Duplas da WWF                                                                                              | 7:16  |
| 4                                           | William Regal (c) derrotou Edge                                     | Luta Brass Knuckles on a Pole pelo Campeonato Intercontinental da WWF                                                                         | 10:22 |
| 5                                           | The Rock derrotou The Undertaker                                    | Luta Individual | 17:25 |
| 6                                           | Kurt Angle derrotou Triple H                                        | Luta Individual para determinar o candidato nº 1 ao Campeoanto Indiscutível da WWF na WrestleMania X8 Stephanie McMahon como árbitra especial | 14:39 |
| 7                                           | Chris Jericho (c) derrotou Stone Cold Steve Austin                  | Luta Individual pelo Campeonato Indiscutível da WWF                                                                                           | 21:33 |
| (c) – Refere-se aos campeões antes da luta. |                                                                     | |       |

### Tag Team Turmoil
| Entrada | Time                                                    | Ordem      | Eliminado por           |
| ------- | ------------------------------------------------------- | ---------- | ----------------------- |
| 1       | Scotty 2 Hotty e Albert                                 | 1          | Christian e Lance Storm |
| 2       | Christian e Lance Storm                                 | 2          | The Hardy Boyz          |
| 3       | The Hardy Boyz (Matt e Jeff) (com Lita)                 | 4          | Billy and Chuck         |
| 4       | The Dudley Boyz (Bubba Ray e D-Von) (com Stacy Keibler) | 3          | The Hardy Boyz          |
| 5       | Billy e Chuck                                           | 5          | The APA                 |
| 6       | The APA (Faarooq e Bradshaw)                            | Vencedores | Vencedores              |